# ميشيل بيكار (راكب الكنو)
ميشيل بيكار (بالفرنسية: Michel Picard)‏ هو راكب الكنو فرنسي، ولد في 4 ديسمبر 1934 في نيفير في فرنسا.

## وصلات خارجية
- ميشيل بيكار على موقع اللجنة الأولمبية الدولية (الإنجليزية)
- ميشيل بيكار على موقع أوليمبيديا (الإنجليزية)